# Культурна війна
Культурна війна — конфлікт між традиційними (консервативними) і демократичними, прогресивними або ліберальними цінностями.
Термін «культурна війна» вперше став активно використовуватися в американській політиці після виходу в 1991 році книги Джеймса Девісона Гантера «Культурні війни: боротьба за визначення Америки». Гантер відзначав серйозну перебудову і поляризацію, які змінили культуру і політику США, включаючи питання аборту, законів про носіння зброї, глобального потепління, імміграції, відокремлення церкви від держави, недоторканності приватного життя, вживання наркотиків, цензури тощо.

## Походження терміна
Вислів «культурна війна» є калькою з німецької від «Kulturkampf» — періоду жорсткої боротьби уряду Німецької імперії на чолі з канцлером Отто фон Бісмарком за встановлення державного контролю над Римо-католицькою церквою у період з 1871 по 1878 роки.